# Claude Robertet
 (octobre 2024).
Claude Robertet (1505-1567), baron d’Alluye et de Bury (Molineuf), seigneur de Blémars, est maître d’hôtel du roi Henri II et trésorier général de France.

## Biographie
Claude Robertet est le fils aîné de Florimond de Robertet (vers 1460-1527), homme d'état, secrétaire et trésorier au service des rois de France, de Charles VIII à François Ier, et de Michelle Gaillard de Longjumeau. 
En avril 1538, Claude Robertet est nommé secrétaire des finances de François Ier.

## Mariage et descendance
Claude Robertet épouse Anne Briçonnet de Cormes, petite-fille de Pierre Ier Briçonnet († 1509), avec qui il eut six enfants, dont :
- Florimond III de Beauregard (vers 1533/1540-1569), secrétaire d'État ;
- François, x Madeleine Brulart de Genlis, fille de Pierre ;
- Michèle, x 1559 François de Maricourt de Mouchy-le-Châtel ;
- Léonore, x François de Mandelot vicomte de Chalon, sire de Pacy, Vireaux, Lézinnes, St-Loup-de-Varennes, Lux, St-Remy, Savigny, gouverneur de Lyon, du Lyonnais et du Forez (leur fille Marguerite Mandelot est la 1re femme de Charles de Neufville de Villeroy) ;
- Claude Robertet, dame d'honneur de la reine, x Louis du Bois des Arpentis, maître de la Garde robe du roi.

## Armoiries
| Blason | Blasonnement : D'azur à la bande d'or chargée d'un demi-vol dextre de sable posé à plomb et accompagnée de trois étoiles à six rais d'argent, une en chef, deux en pointe rangées en bande. |

## Voir plus loin